# Lehtinenia
Lehtinenia is een geslacht van spinnen uit de  familie van de Tetrablemmidae.

## Soorten
- Lehtinenia bicornis Tong & Li, 2008
- Lehtinenia bisulcus Lin, Pham & Li, 2009